# 気比斉晴
気比 斉晴（けひ なりはる）は、鎌倉時代後期から南北朝時代の武将。

## 経歴・人物
越前氣比神宮の大宮司。越前金ヶ崎城主。建武3年/延元元年（1336年）の湊川の戦いののち、後醍醐天皇の皇子 尊良親王 ・恒良親王および新田義貞、 脇屋義助 、藤原行房 、新田義顕 、らが越前金ヶ崎城に下向すると、父氏治と共にこれを迎え入る。翌年の建武4年/延元2年（1337年）金ヶ崎の戦いが勃発すると兵糧攻めに遭い、金ヶ崎城は遂に落城する。斉晴は落城に際し恒良親王を舟に乗せ蕪木浦（現：福井県南条郡）まで脱出させたのち、金ヶ崎城に再び戻り、同年3月6日父・気比氏治とともに自害した。
大正4年（1915年）、従四位を追贈された。